# Doi (Ehime)
El pueblo de Doi (土居町 Doi-chō?) era un pueblo del extinto distrito de Uma en la región de Toyo (東予地方 Tōyo-chihō?) de la prefectura de Ehime. Dejó de existir al fusionarse con la villa de Shingu y las ciudades de Iyomishima y Kawanoe, para formar la nueva  ciudad de Shikokuchuo.

## Características
En el año 1985 se inauguró la primera autopista de la región de Shikoku en este pueblo. Se trata del tramo intercambiador Doi - intercambiador Mishima Kawanoe de la autovía Shikoku-Jukan (四国縦貫自動車道 Shikoku Jūkan Jidōshadō?). También es conocida por su producción de pinos de la especie Goyomatsu (五葉松 Goyōmatsu?) y taros, cuyo cormo es conocido como satoimo (里芋 sato'imo?) y es muy utilizado en la gastronomía japonesa.
Hacia el este limitaba con la ciudad de Iyomishima y al oeste con la ciudad de Niihama, dos de las principales ciudades industriales de la región de Shikoku. Los principales medios de comunicación del Shikoku Septentrional, la ruta nacional 11, la ya mencionada Autovía Shikoku-Jukan y la línea Yosan de la JR la atraviesan de este a oeste, por lo que se puede decir que en este aspecto es uno de los mejor comunicados de la región.
Tenía una superficie de 86,68 km² y una población de 17.560 habitantes (al 1° de octubre de 2000). A enero de 2001 limitaba con las ciudades de Niihama e Iyomishima y el pueblo de Besshiyama (que el 1° de abril de 2003 pasaría a formar parte de la ciudad de Niihama).
El 1° de abril de 2004 se fusionó con el pueblo de Shingu y las ciudades de Iyomishima y Kawanoe, para formar la nueva ciudad de Shikokuchuo.

## Accesos

### Autopista
- Autovía de Matsuyama
  - Intercambiador Doi

### Ruta
- Ruta Nacional 11
- Ruta Nacional 192: compartía el tramo por el pueblo con la Ruta Nacional 11.

### Ferrocarril
- Línea Yosan
  - Estación Akaboshi
  - Estación Iyodoi
  - Estación Sekigawa